# Statečná srdce
Statečná srdce je skautský román českého spisovatele Jaroslava Nováka. Poprvé vyšel roku 1921 pod názvem Skautská srdce, roku 1942 byl přepracován (především bylo z knihy odstraněno, že šlo o skautský tábor, protože skauting byl nacisty zakázán) a od té doby vychází po názvem Statečná srdce. Při jeho vydání roku 1969 byla po něm pojmenována edice dobrodružných knih pro mládež Statečná srdce, kterou v letech 1969–1971 vydávalo českobudějovické nakladatelství Růže.

## Obsah knihy
Vypravěčem příběhu je kvartán Jan Černický. Je to normální městský kluk, který je smutný z toho, že o prázdninách bude muset zůstat v Praze. Je tak trochu samotář, nemá důvěrnějšího přítele a trochu se straní lidí. Jeho otec je vdovec a obchod mu nedovoluje ani v létě vzdálit se z města na delší čas. Je si však vědom toho, že Jenda je o prázdninách v městě nešťastný a proto mu zajistí dvouměsíční pobyt v táboře v Křivoklátských lesích.
Nezkušený a trochu ostýchavý nováček si brzy v kolektivu stejně starých chlapců najde přátele, se kterými prožívá různá táborová dobrodružství při stavbě stanů, vaření, koupání nebo při táborových hrách. Překoná svou nešikovnost a stane se z něho zkušený táborník. Pozná nové hodnoty a vztahy a na konci prázdnin se jen těžko loučí s novými kamarády,

## Přehled vydání
- Skautská srdce: dva měsíce života v lesním táboře lesních skautů, Josef R. Vilímek, Praha 1921, ilustroval Josef Ulrich, znovu 1935.
- Statečná srdce: dva měsíce života v lesním táboře, Josef R. Vilímek, Praha 1942, ilustroval Zdeněk Burian.
- Statečná srdce: dva měsíce v junáckém táboře, Josef R. Vilímek, Praha 1947, ilustroval Zdeněk Burian.
- Statečná srdce: dva měsíce života v lesním táboře, v edici Statečná srdce,Růže, České Budějovice 1969, ilustroval Zdeněk Burian, znovu Leprez, Praha 1992.